# Deportivo Mixco
El Deportivo Mixco, también conocido como "Los Chicharroneros", es un club de fútbol guatemalteco de la Ciudad de Mixco, en el Departamento de Guatemala. Fue fundado en 1964. Disputa sus partidos de local en el Estadio Santo Domingo de Guzmán, ubicado en Zona 1 de Mixco, inaugurado en 2018 con una capacidad de 5,200 personas, antes utilizaban el Estadio Julio Armando Cóbar en San Miguel Petapa. Actualmente ascendido a la Liga Mayor al ganarle al Club Deportivo Marquense, siendo este su segundo ascenso a la máxima categoría del futbol guatemalteco.

## Historia

### Segundo ascenso
Tras el descenso del equipo al final del torneo clausura 2020. El equipo accedió a los cuartos de final del torneo apertura 2021 al haber ganado el partido por el repechaje al Deportivo San Pedro en penales 3-2 tras un empate 2-2 en el marcador global. En los cuartos de final eliminó al Deportivo Suchitepéquez por un marcador global de 4-3, logrando así su acceso a las semifinales. 
En las semifinales los "chicharroneros" se enfrentaron al Deportivo Mictlán, líderes del grupo B durante la fase regular. El Deportivo Mixco se impuso 3-0 en su estadio durante el partido de ida. La vuelta en el estadio La asunción finalizó sin goles, por lo que el Deportivo Mixco clasificaba a la gran final. 

## Palmarés
| Competición nacional                | Títulos                      | Subtítulos    |
| ----------------------------------- | ---------------------------- | ------------- |
| Liga Nacional de Guatemala (0/1)    |                              | Clausura 2024 |
| Primera División de Guatemala (2/1) | Clausura 2019, Clausura 2022 | Apertura 2021 |